# クーパー・ハメル
クーパー・エバレット・ハメル（Cooper Everett Hummel, 1994年11月28日 - ）は、アメリカ合衆国オレゴン州ポートランド出身のプロ野球選手（外野手、捕手）。右投両打。MLBのヒューストン・アストロズ所属。

## 経歴

### プロ入りとブルワーズ傘下時代
2016年のMLBドラフト18巡目（全体531位）でミルウォーキー・ブルワーズから指名され、プロ入り。契約後、傘下のパイオニアリーグのヘレナ・ブルワーズでプロデビュー。35試合に出場して打率.177、1本塁打、17打点、4盗塁を記録した。
2017年はA+級カロライナ・マドキャッツでプレーし、59試合に出場して打率.244、4本塁打、25打点、2盗塁を記録した。
2018年もA+級カロライナでプレーし、80試合に出場して打率.260、8本塁打、50打点、3盗塁を記録した。
2019年はAA級ビロクシ・シャッカーズでプレーし、121試合に出場して打率.249、17本塁打、56打点、4盗塁を記録した。
2020年は新型コロナウイルスの影響でマイナーリーグの試合が開催されなかったため、公式戦の出場は無かった。
2021年は5月のマイナーリーグ開幕からAAA級ナッシュビル・サウンズでプレーした。

### ダイヤモンドバックス時代
2021年7月28日にエドゥアルド・エスコバーとのトレードで、アルベルト・シプリアンと共にアリゾナ・ダイヤモンドバックスへ移籍した。移籍後は傘下のAAA級リノ・エーシズでプレーし、移籍前を含めて2球団合計で92試合に出場して打率.311、12本塁打、52打点、4盗塁を記録した。オフにはアリゾナ・フォールリーグに参加し、ソルトリバー・ラフターズに所属した。11月19日にはルール・ファイブ・ドラフトでの流出を防ぐために40人枠入りした。
2022年は開幕をメジャーで迎えた。4月7日のサンディエゴ・パドレスとのシーズン開幕戦にて7回裏に代打でメジャーデビューすると、この打席で四球を選んだ。この年メジャーでは66試合に出場して打率.176、3本塁打、17打点、4盗塁を記録した。オフには2年連続でアリゾナ・フォールリーグに参加し、再びソルトリバー・ラフターズに所属した。

### マリナーズ時代
2022年11月18日にカイル・ルイスとのトレードで、シアトル・マリナーズへ移籍した。
2023年は10試合に出場して打率.087だった。

### アストロズ時代
2023年12月1日にウェイバー公示を経てニューヨーク・メッツへ移籍した。その後、2024年1月12日にDFAとなり、16日に金銭トレードで、サンフランシスコ・ジャイアンツへ移籍した。しかし、ここでも3月28日にDFAとなった。その後、4月4日にウェイバー公示を経てヒューストン・アストロズへ移籍した。アストロズ移籍後は傘下のAAA級シュガーランド・スペースカウボーイズへ配属されたが4月10日にDFAとなり、15日にマイナー契約となった（そのままAAA級シュガーランド所属）。その後、6月14日にメジャー契約を結んでアクティブ・ロースター入りした。この年メジャーでは6試合に出場して8打数無安打に終わった。
2025年の開幕ロースターには選出されず、3月27日にラファエル・モンテロらと入れ替わる形でDFAとなり、4月3日にFAとなった。

### ヤンキース傘下時代
2025年4月4日にニューヨーク・ヤンキースとマイナー契約を結んだものの、メジャーに昇格することは無く、5月24日にFAとなった。

### オリオールズ時代
2025年5月25日にボルチモア・オリオールズとメジャー契約を結んだものの、試合に出場することは無く、翌26日にチャドウィック・トロンプの昇格に伴ってDFAとなった。しかし、5月30日にDFAとなったトロンプに代わってメジャー再昇格を果たしたものの、1試合に出場しただけで6月2日に今度はコルトン・カウザーの復帰に伴って再度DFAとなった。

### アストロズ復帰
2025年6月7日に前年4月まで在籍していたアストロズとマイナー契約を結び、同日中に約1年ぶりにAAA級シュガーランドに配属された。6月14日にメジャー契約を結び、同日のミネソタ・ツインズ戦の8回に代打で出場し三振だった。その後左翼手の守備についた。8月11日にDFAとなり、8月15日にAAA級シュガーランドに配属された。

## 詳細情報

### 年度別打撃成績
| 年 度    | 球 団    | 試 合 | 打 席 | 打 数 | 得 点 | 安 打 | 二 塁 打 | 三 塁 打 | 本 塁 打 | 塁 打 | 打 点 | 盗 塁 | 盗 塁 死 | 犠 打 | 犠 飛 | 四 球 | 敬 遠 | 死 球 | 三 振 | 併 殺 打 | 打 率 | 出 塁 率 | 長 打 率 | O P S |
| -------- | -------- | ----- | ----- | ----- | ----- | ----- | -------- | -------- | -------- | ----- | ----- | ----- | -------- | ----- | ----- | ----- | ----- | ----- | ----- | -------- | ----- | -------- | -------- | ----- |
| 2022     | ARI      | 66    | 201   | 176   | 20    | 31    | 8        | 3        | 3        | 54    | 17    | 4     | 1        | 0     | 1     | 23    | 0     | 1     | 64    | 4        | .176  | .274     | .307     | .580  |
| 2023     | SEA      | 10    | 26    | 23    | 2     | 2     | 1        | 0        | 0        | 3     | 0     | 1     | 0        | 0     | 0     | 2     | 0     | 1     | 9     | 1        | .087  | .192     | .130     | .322  |
| 2024     | HOU      | 6     | 8     | 8     | 0     | 0     | 0        | 0        | 0        | 0     | 0     | 1     | 0        | 0     | 0     | 0     | 0     | 0     | 2     | 1        | .000  | .000     | .000     | .000  |
| MLB：3年 | MLB：3年 | 82    | 235   | 207   | 22    | 33    | 9        | 3        | 3        | 57    | 17    | 6     | 1        | 0     | 1     | 25    | 0     | 2     | 75    | 6        | .159  | .255     | .275     | .531  |

- 2024年度シーズン終了時

### 年度別守備成績
捕手守備
| 年 度 | 球 団 | 捕手（C） | 捕手（C） | 捕手（C） | 捕手（C） | 捕手（C） | 捕手（C） | 捕手（C） | 捕手（C） | 捕手（C） | 捕手（C） | 捕手（C） |
| 年 度 | 球 団 | 試 合     | 刺 殺     | 補 殺     | 失 策     | 併 殺     | 守 備 率  | 捕 逸     | 企 図 数  | 許 盗 塁  | 盗 塁 刺  | 阻 止 率  |
| ----- | ----- | --------- | --------- | --------- | --------- | --------- | --------- | --------- | --------- | --------- | --------- | --------- |
| 2022  | ARI   | 18        | 94        | 3         | 0         | 0         | 1.000     | 4         | 7         | 7         | 0         | .000      |
| MLB   | MLB   | 18        | 94        | 3         | 0         | 0         | 1.000     | 4         | 7         | 7         | 0         | .000      |

外野守備
| 年 度 | 球 団 | 左翼（LF） | 左翼（LF） | 左翼（LF） | 左翼（LF） | 左翼（LF） | 左翼（LF） | 右翼（RF） | 右翼（RF） | 右翼（RF） | 右翼（RF） | 右翼（RF） | 右翼（RF） |
| 年 度 | 球 団 | 試 合      | 刺 殺      | 補 殺      | 失 策      | 併 殺      | 守 備 率   | 試 合      | 刺 殺      | 補 殺      | 失 策      | 併 殺      | 守 備 率   |
| ----- | ----- | ---------- | ---------- | ---------- | ---------- | ---------- | ---------- | ---------- | ---------- | ---------- | ---------- | ---------- | ---------- |
| 2022  | ARI   | 21         | 30         | 2          | 1          | 0          | .970       | 2          | 0          | 0          | 0          | 0          | ----       |
| 2023  | SEA   | 1          | 1          | 0          | 0          | 0          | 1.000      | 1          | 0          | 0          | 0          | 0          | ----       |
| 2024  | HOU   | 4          | 3          | 0          | 0          | 0          | 1.000      | -          | -          | -          | -          | -          | -          |
| MLB   | MLB   | 26         | 34         | 2          | 1          | 0          | .973       | 3          | 0          | 0          | 0          | 0          | ----       |

- 2024年度シーズン終了時

### 背番号
- 21（2022年 - 2023年）
- 13（2024年）
- 16（2025年）